# Larissa Verbitskaïa
Larissa Viktorovna Verbitskaïa (Лари́са Ви́кторовна Верби́цкая), née le 30 novembre 1959 à Feodossia en Crimée (URSS), est une présentatrice de télévision russe. Elle a été nommée artiste émérite de Russie en 2004. Jusqu'en 2014, elle était une des présentatrices principales de la fameuse émission télévisée matinale Dobroïe outro (Bonjour).

## Vie et carrière
Larissa Verbitskaïa naît en Crimée dans la famille d'un militaire. La famille déménage ensuite à Kichinev. Son père meurt dans les années 1990. Sa mère, Elena Chtcherbatiouk, était infirmière chirurgicale. Elle était orpheline de guerre, ses parents étant morts de faim. Elle a été élevée ainsi que ses six frères et sœurs dans un orphelinat.
Larissa Verbitskaïa étudie dans une école de Kichinev où l'anglais est la langue principale. Elle s'intéresse au sport dont l'athlétisme. Elle est diplômée de la faculté de lettres russes de l'institut pédagogique d'État de Kichinev. Elle devient speakerine à la télévision de Kichinev, capitale de la république socialiste soviétique de Moldavie. En 1986, elle passe à la télévision centrale d'URSS. On la trouve dans des émission telles que Réveil-matin, Les nouvelles de Moscou, Bonsoir Moscou, etc. au festival de la chanson militaire Quand chantent les soldats, à l'émission Heureux événements, Bonne nuit les petits enfants, puis aux informations Novosti (Les nouvelles). Elle participe à des émissions de la Première chaîne (Perviy Kanal), comme Le dernier héros, L'ère glaciaire, Fort Boyard (très célèbre en Russie)...De 1987 à 2014, c'est l'une des présentatrices principales de l'émission matinale Dobroïe outro (Bonjour) sur Perviy Kanal, et de 90 minutes sur TV Centre. Elle représente la Russie pour le Concours Eurovision de la chanson 2001.

## Vie privée
Son fils Maxime, né d'un premier mariage en 1979 est juriste. Larissa Verbitskaïa épouse en secondes noces en 1985 Alexandre Vladimirovitch Doudov, réalisateur publicitaire, de films documentaires et de vulgarisation scientifique,. Ils ont une fille, Inna, née en 1990,, qui travaille dans la publicité.

## Distinctions
- Ordre de l'Amitié (27 novembre 2006) — « pour sa grande contribution au développement de la télévision et de la radiodiffusion nationales et de nombreuses années d'activité fructueuse »[6].
- Artiste émérite de la fédération de Russie (10 mars 2004)[1].